# Helmut Vietze
Helmut Vietze (* 15. Februar 1925 in Oppach; † 3. Mai 2002) war ein deutscher Jazz- und Unterhaltungsmusiker (Klarinette, Saxophon, Flöte).
Vietze erhielt privat Klarinettenunterricht und studierte zwischen 1947 und 1952 an der Musikhochschule Dresden. Von 1948 bis 1951 gehörte er zum Orchester Friedrich Krenz; 1951 wurde er als Baritonsaxophonist Mitglied der Dresdner Tanzsinfoniker, mit denen er mehrere Aufnahmen einspielte. Er war ab 1979 langjähriger musikalischer Leiter der Big Band der TU Dresden. Als Gast spielte er bei Klaus Lenz, Theo Schumann und Fips Fleischer. Auch arbeitete er als Studiomusiker für Rundfunk, Film und Fernsehen. 
Vietze starb 2002. Er wurde in Dresden auf dem Loschwitzer Friedhof beerdigt.

## Lexikalische Einträge
- Jürgen Wölfer: Jazz in Deutschland. Das Lexikon. Alle Musiker und Plattenfirmen von 1920 bis heute. Hannibal, Höfen 2008, ISBN 978-3-85445-274-4.